# Station Siedlce Zachodnie
Station Siedlce Zachodnie is een spoorwegstation in de Poolse plaats Siedlce.